# Viva Air Dominicana
Viva Air Dominicana, S.A. fue una aerolínea dominicana con base en el Aeropuerto Internacional Las Américas de Santo Domingo con vuelos a Puerto Rico, Curazao y otras islas caribeñas desde Santo Domingo, Santiago de los Caballeros y Punta Cana.
La compañía dejó de operar en 2009.

## Flota histórica
| Aeronaves                      | Total | Introducido | Retirado | Matrículas |
| ------------------------------ | ----- | ----------- | -------- | ---------- |
| British Aerospace Jetstream 31 | 1     | 2005        | 2009     | N242BM     |
| Cessna 401                     | 3     | ??          | 2009     | ??         |